# Cuasiperiodicidad
La cuasiperiodicidad es la propiedad de un sistema que presenta periodicidad irregular. El comportamiento periódico se define como recurrente a intervalos regulares, por ejemplo «cada 24 horas». El comportamiento cuasiperiódico es casi periódico, pero no totalmente. El término se usa para referirse a oscilaciones que parecen seguir un patrón regular pero no tienen un periodo fijo. Al emplearse en este sentido no tiene una definición precisa y por tanto no debe confundirse con conceptos matemáticos definidos de forma más estricta, como el de función casi periódica o el de función cuasiperiódica.

## Climatología
Las oscilaciones climáticas que parecen seguir un patrón regular pero no tienen periodo fijo se llaman cuasiperiódicas.
En un sistema dinámico como el sistema océano-atmósfera, pueden ocurrir regularmente oscilaciones cuando están forzadas por una fuerza externa regular. Por ejemplo, el ciclo invierno-verano está forzado por variaciones en la luz solar consecuencia del movimiento casi perfectamente periódico de la Tierra alrededor del Sol. O, como los ciclos de glaciaciones recientes, pueden ser más o menos regulares pero aun así provocados por una fuerza externa. Sin embargo, cuando el sistema tiene el potencial de oscilar, pero no existe ninguna fuerza externa que le imponga una fase, el «periodo» será probablemente irregular.
El ejemplo canónico de cuasiperiodicidad en climatología es El Niño-Oscilación del Sur (ENOS). ENOS tiene un gran impacto en el cultivo de trigo en Australia. Los modelos para predecir y por tanto ayudar a adaptarse a ENOS tienen un gran beneficio potencial para los agricultores de trigo australianos. En la época moderna, tiene un «periodo» de entre cuatro y doce años y un pico de densidad espectral de alrededor de cinco años.